# Trotuș
Il Trotuș è un fiume della Romania orientale. Nasce dalle Montagne Ciuc, nel distretto di Harghita, scorre principalmente nel distretto di Bacău e confluisce da destra nel fiume Siret presso Adjud, nel distretto di Vrancea. Ha una lunghezza totale di 172 chilometri.

## Comuni attraversati
Il Trotuș attraversa i seguenti comuni lungo il suo corso compreso tra le Montagne Ciuc e la confluenza con il Siret:
- Distretto di Harghita: Lunca de Jos
- Distretto di Bacău: Ghimeș-Făget, Palanca, Brusturoasa, Agăș, Asău, Comănești, Dărmănești, Dofteana, Târgu Ocna, Pârgărești, Târgu Trotuș, Onești, Gura Văii, Ștefan cel Mare, Căiuți, Coțofănești e Urechești
- Distretto di Vrancea: Ruginești, Adjud, Pufești.

## Affluenti
Elenco degli affluenti:
Sinistra: Gârbea, Valea Întunecoasă, Antaloc, Valea Rece, Bolovăniș, Tărhăuș, Șanț, Cuchiniș, Brusturoasa, Camenca, Sugura, Dracău, Agăș, Seaca, Ciungi, Asău, Urmeniș, Plopul, Larga, Cucuieți, Vâlcele, Caraclău, Tazlău, Pârâul Mare, Gârbova
Destra: Comiat, Bothavaș, Ugra, Boroș, Valea Capelei, Aldămaș, Popoiul, Ciugheș, Cotumba, Grohotiș, Sulța, Ciobănuș, Supan, Uz, Dofteana, Slănic, Nicorești, Oituz, Cașin, Găureana, Gutinaș, Bogdana, Căiuțul Mic, Căiuți, Popeni, Bilca, Domoșița